# 布朗城 (密歇根州)
布朗城（英語：Brown City）是一個位於美國密歇根州拉皮爾縣及薩尼拉克縣的城市。

## 人口
根據2020年美國人口普查的數據，布朗城的面積為2.94平方千米，當中陸地面積為2.94平方千米，而水域面積為0.00平方千米。當地共有人口1302人，而人口密度為每平方千米443人。